# Revista do Conservatório Real de Lisboa
Revista do Conservatório Real de Lisboa editou-se em 1842, tendo como presidente perpétuo D. Fernando II, o rei artista. A sua finalidade era servir de órgão de propagação das doutrinas e arquivo da associação, cuja finalidade primordial era ocupar-se do enriquecimento de todas as artes, desde o teatro à  música e declamação. Alguns nomes do romantismo português estiveram ligados aos primeiros tempos desta revista, entre eles: Alexandre Herculano, Almeida Garret, José Feliciano de Castilho, António de Oliveira Marreca, José da Silva Mendes Leal, João Domingos Bomtempo, Filipe Folque e Anselmo José Braamcamp. Mais tarde, já em 1902, Eduardo Schwalbach Lucci prossegue a obra iniciada em 1842, ao dirigir a revista sob a promessa de manter as linhas originais, propondo “historiar a marcha do nosso teatro e do teatro estrangeiro, e tratar de todos os assumptos artísticos, literários e scientificos, que tenham relação com a arte musical e com a arte dramática”. Conta com a ajuda de Alberto Pimentel, Jaime Batalha Reis, Carlos Malheiro Dias, Henrique Lopes de Mendonça, Júlio Dantas, Marcelino Mesquita, Bulhão Pato, Alexandre Rey Colaço, Gonçalves Viana e António Arroio.